# Stazione di Saginomiya
La stazione di Saginomiya (鷺ノ宮駅?, Saginomiya-eki) è una stazione ferroviaria di Tokyo del quartiere di Nakano, servita dalla linea Shinjuku delle Ferrovie Seibu. Si trova in un quartiere ad alta densità abitativa, ed è servita da tutti i tipi di treni circolanti sulla linea.

## Linee
Ferrovie Seibu
● Linea Seibu Shinjuku

## Struttura
La stazione si trova in superficie ed è dotata di un marciapiede laterale e uno a isola con tre binari passanti. Le banchine, che possono accogliere treni da 8 e 10 vagoni, sono collegate al fabbricato viaggiatori sopraelevato con scale mobili, fisse e ascensori.
| 1 | ● Linea Seibu Shinjuku | per Tanashi, Tokorozawa, Haijima e Hon-Kawagoe |
| 2 | ● Linea Seibu Shinjuku | per Takadanobaba e Seibu-Shinjuku              |

## Stazioni adiacenti
| «                    | Servizio                | »                    |
| Linea Seibu Shinjuku | Linea Seibu Shinjuku    | Linea Seibu Shinjuku |
| -------------------- | ----------------------- | -------------------- |
| Toritsukasei         | Locale                  | Shimo-Igusa          |
| Takadanobaba         | Semiespresso            | Kami-Shakujii        |
| Takadanobaba         | Espresso                | Kami-Shakujii        |
| Takadanobaba         | Espresso pendolari      | Kami-Shakujii        |
| Takadanobaba         | Espresso Limitato Koedo | Kami-Shakujii        |